# Euroligue féminine de basket-ball 2014-2015
Navigation
Saison précédente Saison suivante
L’Euroligue féminine est une compétition de basket-ball féminin rassemblant les meilleurs clubs d’Europe. La saison 2014-2015 met aux prises 16 équipes.

## Système de compétition
En raison de la crise économique, seules 16 équipes sont engagées, induisant un retour à deux poules au lieu de trois et l'abandon de la Finale à huit pour une Finale à quatre. Plusieurs équipes découvrent l'Euroligue (Dynamo Koursk, Energa Toruń et in extremis le troisième du championnat roumain CSU Alba Iulia). Toutefois le club se retire de cette compétition au cœur de l'été faute de pouvoir réunir un budget suffisant, réduisant le nombre d'engagés à 15. Des clubs habitués de l'Euroligue UE Sopron, Uni Győr, Rivas Ecópolis, Kibirkštis-VIČI Vilnius, Novi Zagreb et CCC Polkowice la quittent (de même que le Spartak région de Moscou, non qualifié).
Les équipes des deux poules de sept ou huit s'affrontent en rencontres aller-retour. Les quatre meilleurs sont qualifiés pour les quarts de finale, disputés au meilleur des trois rencontres. Les qualifiés rejoignent la Finale à quatre.

## Chapeaux
Les chapeaux du tirage sont composés afin que chaque poule compte le moins possible d'équipes du même pays (Russie et Turquie étant les seuls à avoir trois qualifiés) 
.
| Pots  | Équipes              | Équipes             | Équipes |
| ----- | -------------------- | ------------------- | ------- |
| Pot 1 | UMMC Iekaterinbourg  | Fenerbahçe İstanbul |         |
| Pot 2 | Galatasaray İstanbul | Tango Bourges       |         |
| Pot 3 | Good Angels Košice   | Famila Schio        |         |
| Pot 4 | USK Prague           | Kayseri Kaski       |         |
| Pot 5 | Nadejda Orenbourg    | Dynamo Koursk       |         |
| Pot 6 | Salamanque           | Wisła Cracovie      |         |
| Pot 7 | Lattes-Montpellier   | BK Brno             |         |
| Pot 8 | Energa Toruń         | CSU Alba Iulia      |         |

## Premier tour

### Groupe A
| Rang | Équipe                     | Pts | J  | G  | P  | Pp  | Pc  | Diff |  | Résultats (dom.\ext.) |       |       |       |        |       |       |       |
| ---- | -------------------------- | --- | -- | -- | -- | --- | --- | ---- |  | --------------------- | ----- | ----- | ----- | ------ | ----- | ----- | ----- |
| 1    | Dynamo Koursk (+2)         | 22  | 12 | 10 | 2  | 926 | 846 | 80   |  | UMMC Iekaterinbourg   |       | 77-67 | 75-52 | 106-63 | 84-74 | 77-78 | 77-69 |
| 2    | UMMC Iekaterinbourg (-2)   | 22  | 12 | 10 | 2  | 924 | 769 | 155  |  | Galatasaray İstanbul  | 56-67 |       | 67-68 | 63-45  | 43-72 | 91-87 | 59-66 |
| 3    | USK Prague                 | 18  | 12 | 6  | 6  | 856 | 853 | 3    |  | Good Angels Košice    | 51-71 | 59-50 |       | 55-68  | 70-74 | 70-92 | 50-66 |
| 4    | Galatasaray İstanbul (+29) | 17  | 12 | 5  | 7  | 759 | 757 | 2    |  | Wisła Cracovie        | 56-66 | 53-64 | 70-50 |        | 86-72 | 77-62 | 76-70 |
| 5    | Wisła Cracovie (-29)       | 17  | 12 | 5  | 7  | 790 | 839 | -49  |  | USK Prague            | 71-77 | 43-72 | 76-57 | 67-66  |       | 85-87 | 80-69 |
| 6    | Lattes-Montpellier         | 16  | 12 | 4  | 8  | 775 | 820 | -45  |  | Dynamo Koursk         | 74-73 | 72-68 | 66-52 | 92-68  | 70-65 |       | 77-59 |
| 7    | Good Angels Košice         | 14  | 12 | 2  | 10 | 694 | 840 | -146 |  | Lattes-Montpellier    | 58-74 | 48-59 | 65-60 | 72-62  | 72-77 | 61-69 |       |

### Groupe B
| Rang | Équipe                    | Pts | J  | G  | P  | Pp   | Pc   | Diff |  | Résultats (dom.\ext.) |       |       |       |       |       |       |       |       |
| ---- | ------------------------- | --- | -- | -- | -- | ---- | ---- | ---- |  | --------------------- | ----- | ----- | ----- | ----- | ----- | ----- | ----- | ----- |
| 1    | Fenerbahçe İstanbul       | 25  | 14 | 11 | 3  | 1004 | 857  | 147  |  | Fenerbahçe İstanbul   |       | 65-54 | 75-50 | 73-57 | 76-63 | 66-63 | 68-63 | 79-54 |
| 2    | Nadejda Orenbourg (+5)    | 24  | 14 | 10 | 4  | 956  | 825  | 131  |  | Nadejda Orenbourg     | 64-56 |       | 78-68 | 49-53 | 65-63 | 66-50 | 84-74 | 88-55 |
| 3    | Salamanque (-5)           | 24  | 14 | 10 | 4  | 973  | 859  | 114  |  | Tango Bourges         | 67-61 | 58-50 |       | 79-71 | 72-54 | 73-55 | 79-67 | 88-38 |
| 4    | Tango Bourges             | 23  | 14 | 9  | 5  | 981  | 875  | 106  |  | Kayseri Kaski         | 78-84 | 64-71 | 77-73 |       | 96-76 | 71-63 | 75-82 | 64-53 |
| 5    | Abdullah Gül Üniversitesi | 21  | 14 | 7  | 7  | 1004 | 995  | 9    |  | Energa Toruń          | 67-81 | 50-82 | 63-88 | 83-78 |       | 77-89 | 58-79 | 79-71 |
| 6    | Famila Schio              | 20  | 14 | 6  | 8  | 1021 | 1007 | 14   |  | Salamanque            | 66-60 | 61-50 | 59-48 | 71-64 | 70-64 |       | 75-58 | 73-42 |
| 7    | Energa Toruń              | 17  | 14 | 3  | 11 | 940  | 1102 | -162 |  | Famila Schio          | 59-75 | 58-77 | 79-59 | 74-80 | 93-61 | 65-90 |       | 87-58 |
| 8    | BK Brno                   | 14  | 14 | 0  | 14 | 770  | 1129 | -359 |  | BK Brno               | 52-85 | 50-78 | 48-79 | 64-76 | 62-82 | 55-88 | 68-83 |       |

## Quart de finale
|  | Quarts de finale | Quarts de finale     | Quarts de finale | Quarts de finale | Quarts de finale |     |                        | Demi-finales           | Demi-finales           | Demi-finales           |                        |    | Finale | Finale              | Finale |
|  |                  |                      |                  |                  |                  |     |                        |                        |                        |                        |                        |    |        |                     |        |
|  | A2               | UMMC Iekaterinbourg  | *81              | 86               |                  |     |                        |                        |                        |                        |                        |    |        |                     |        |
|  | B2               | Nadejda Orenbourg    | 54               | *75              |                  |     |                        |                        |                        |                        |                        |    |        |                     |        |
|  | B2               | Nadejda Orenbourg    | 54               | *75              |                  | A2  | UMMC Iekaterinbourg    | 81                     |                        |                        |                        |    |        |                     |        |
|  |                  |                      |                  |                  |                  | A2  | UMMC Iekaterinbourg    | 81                     |                        |                        |                        |    |        |                     |        |
|  |                  | A1                   | Dynamo Koursk    | 70               |                  |     |                        |                        |                        |                        |                        |    |        |                     |        |
|  | A1               | A1                   | Dynamo Koursk    | 70               | Dynamo Koursk    | *75 | 62                     | *88                    |                        |                        |                        |    |        |                     |        |
|  | A1               |                      |                  |                  | Dynamo Koursk    | *75 | 62                     | *88                    |                        |                        |                        |    |        |                     |        |
|  | B4               | Tango Bourges Basket | 62               | *64              | 72               |     |                        |                        |                        |                        |                        |    |        |                     |        |
|  |                  |                      |                  |                  |                  |     |                        |                        |                        |                        |                        |    | A2     | UMMC Iekaterinbourg | 68     |
|  |                  | A3                   | USK Prague       | 72               |                  |     |                        |                        |                        |                        |                        |    |        |                     |        |
|  | B1               | Fenerbahçe İstanbul  | *58              | 57               | *63              |     |                        |                        |                        |                        |                        |    |        |                     |        |
|  | A4               | Galatasaray İstanbul | 56               | *59              | 52               |     |                        |                        |                        |                        |                        |    |        |                     |        |
|  | A4               | Galatasaray İstanbul | 56               | *59              | 52               |     | B1                     | Fenerbahçe İstanbul    | 49                     |                        |                        |    |        |                     |        |
|  |                  |                      |                  |                  |                  |     | B1                     | Fenerbahçe İstanbul    | 49                     |                        |                        |    |        |                     |        |
|  |                  | A3                   | USK Prague       | 62               |                  |     | Match pour la 3e place | Match pour la 3e place | Match pour la 3e place | Match pour la 3e place | Match pour la 3e place |    |        |                     |        |
|  | B3               | A3                   | USK Prague       | 62               | PA Salamanque    | *48 | Match pour la 3e place | Match pour la 3e place | Match pour la 3e place | Match pour la 3e place | Match pour la 3e place | 53 |        |                     |        |
|  | B3               |                      |                  |                  | PA Salamanque    | *48 |                        |                        |                        |                        |                        | 53 |        |                     |        |
|  | A3               | USK Prague           | 50               | *72              |                  |     |                        |                        |                        |                        |                        |    | A1     | Dynamo Koursk       | 67     |
|  |                  |                      |                  |                  |                  |     |                        |                        |                        |                        |                        |    | B1     | Fenerbahçe İstanbul | 58     |

## Finale à quatre
Prague remporte 72 à 68 son premier titre de champion d’Europe à domicile, qui est le cinquième pour la coach Natália Hejková.

## Statistiques individuelles

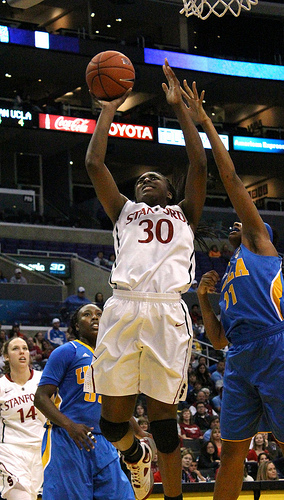
Nneka Ogwumike.

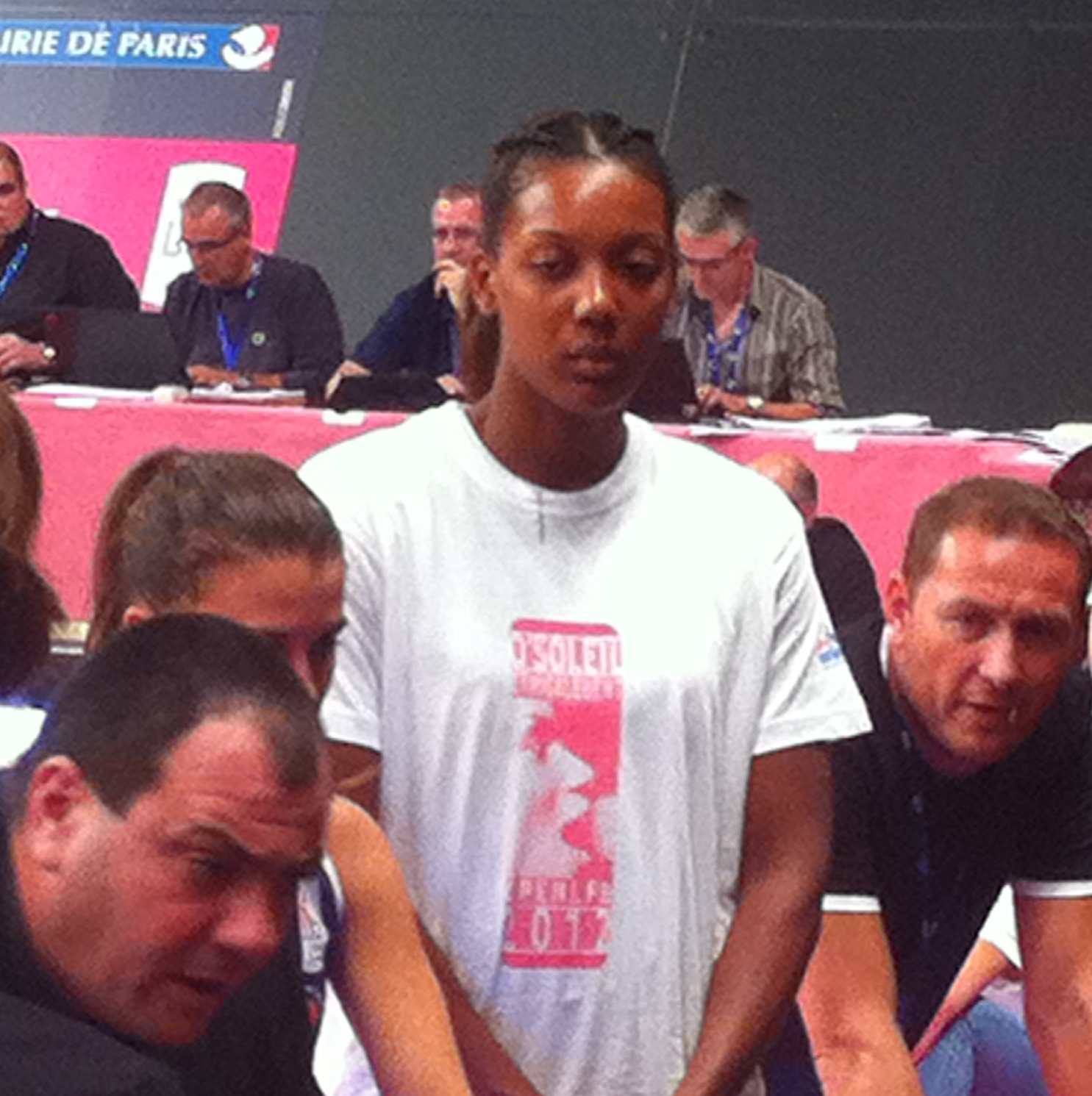
Angelica Robinson.

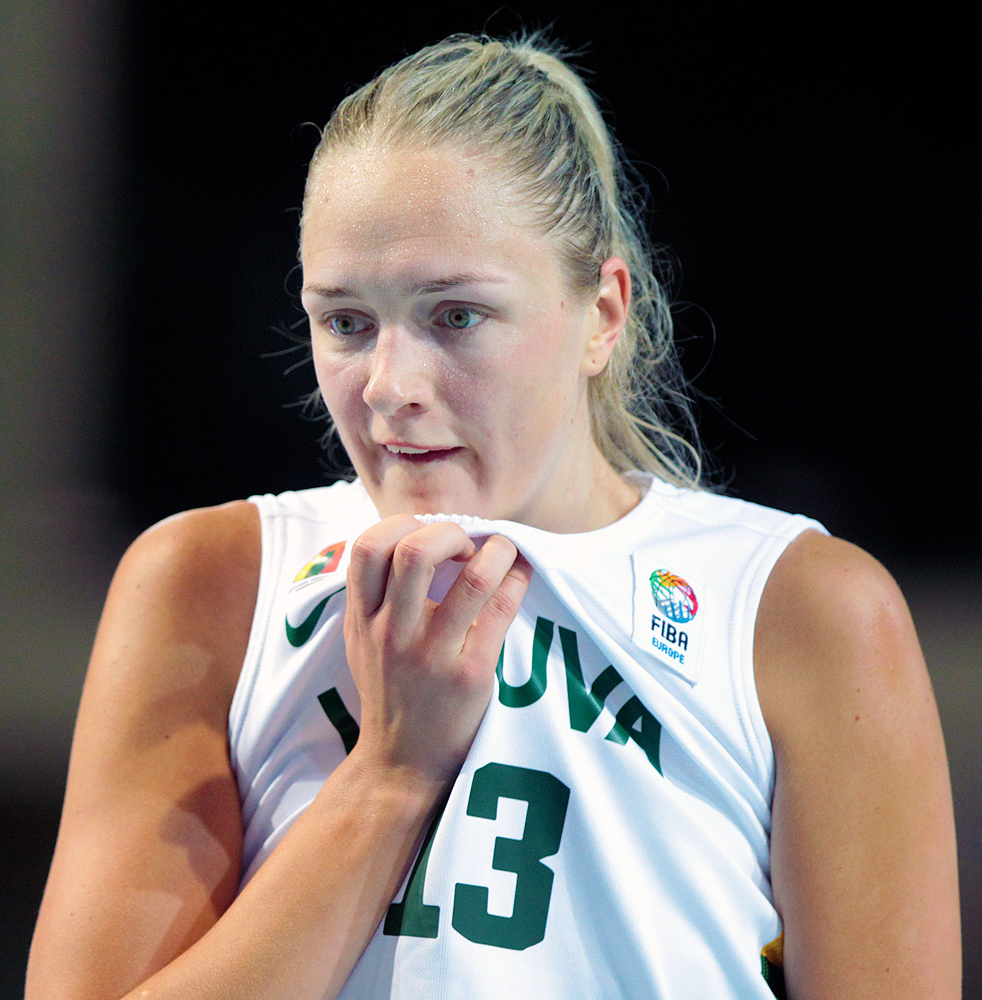
Gintarė Petronytė.

### Points
| Rang | Nom             | Équipe              | Matches | Points | Pts/m. |
| ---- | --------------- | ------------------- | ------- | ------ | ------ |
| 1    | Nneka Ogwumike  | Dynamo Koursk       | 17      | 331    | 19,5   |
| 2    | Diana Taurasi   | UMMC Iekaterinbourg | 14      | 236    | 16,9   |
| 3    | Jantel Lavender | Wisła Cracovie      | 12      | 202    | 16,8   |
| 4    | DeWanna Bonner  | Nadejda Orenbourg   | 15      | 251    | 16,7   |
| 5    | Candace Parker  | UMMC Iekaterinbourg | 16      | 254    | 15,9   |

### Rebonds
| Rang | Nom               | Équipe              | Matches | Rebonds | Rbds/m. |
| ---- | ----------------- | ------------------- | ------- | ------- | ------- |
| 1    | Candace Parker    | UMMC Iekaterinbourg | 16      | 176     | 11,0    |
| 2    | Nneka Ogwumike    | Dynamo Koursk       | 17      | 182     | 10,7    |
| 3    | Jenna Smith       | BKBrno              | 14      | 144     | 10,3    |
| 3    | Angelica Robinson | Salamanque          | 16      | 164     | 10,3    |
| 5    | Jantel Lavender   | Wisła Cracovie      | 12      | 122     | 10,2    |

### Passes décisives
| Rang | Nom                  | Équipe              | Matches | Passes | PD/m. |
| ---- | -------------------- | ------------------- | ------- | ------ | ----- |
| 1    | Laia Palau           | USK Prague          | 16      | 114    | 7,1   |
| 2    | Diana Taurasi        | UMMC Iekaterinbourg | 14      | 83     | 5,9   |
| 3    | Epiphanny Prince     | Dynamo Koursk       | 17      | 87     | 5,1   |
| 4    | Courtney Vandersloot | Wisła Cracovie      | 12      | 53     | 4,4   |
| 5    | Núria Martínez       | Galatasaray SK      | 15      | 64     | 4,3   |

### Interceptions
| Rang | Nom              | Équipe               | Matches | Interc. | It/m. |
| ---- | ---------------- | -------------------- | ------- | ------- | ----- |
| 1    | Maurita Reid     | Energa Torun         | 14      | 56      | 4,0   |
| 2    | Sancho Lyttle    | Galatasaray SK       | 13      | 40      | 3,1   |
| 3    | Johannah Leedham | Tango Bourges Basket | 16      | 40      | 2,5   |
| 4    | Núria Martínez   | Galatasaray SK       | 15      | 33      | 2,2   |
| 5    | Marta Xargay     | Salamanque           | 16      | 35      | 2,2   |

### Contres
| Rang | Nom               | Équipe                    | Matches | Contres | Ct/m. |
| ---- | ----------------- | ------------------------- | ------- | ------- | ----- |
| 1    | Lara Sanders      | Abdullah Gül Üniversitesi | 12      | 22      | 1,8   |
| 2    | Héléna Ciak       | Tango Bourges Basket      | 17      | 27      | 1,6   |
| 3    | Élodie Godin      | Lattes-Montpellier        | 12      | 16      | 1,3   |
| 4    | Candace Parker    | UMMC Iekaterinbourg       | 16      | 20      | 1,3   |
| 5    | Gintarė Petronytė | Wisła Cracovie            | 12      | 15      | 1,3   |